# U-Bahnhof Kettwiger Straße
Der U-Bahnhof Kettwiger Straße ist eine Station der Düsseldorfer Stadtbahn. Sie liegt im Verlauf der Südstrecke der zweiten Stammstrecke im Stadtteil Flingern-Süd der nordrhein-westfälischen Landeshauptstadt Düsseldorf. Der Bahnhof liegt an der Kreuzung Kettwiger Straße/Werdener Straße – Erkrather Straße.

## Lage
Der U-Bahnhof selbst befindet sich östlich des Düsseldorfer Hauptbahnhofs, unterhalb der Kreuzung der Kettwiger und Werdener Straße, welche dort als B 8 verlaufen, sowie der Erkrather Straße. Der U-Bahnhof Kettwiger Straße liegt 620 m östlich vom U-Bahnhof Handelszentrum/Moskauer Straße und 700 m nordwestlich von der Haltestelle Ronsdorfer Straße.

## Bahnhofsanlage
Der Bahnhof ist über Rolltreppen sowie über einen Aufzug erreichbar. Die erste Unterebene nimmt die Verteilerebenen auf und führt in die tiefer gelegenen Ebene. Die zweite Unterebene verfügt über einen Mittelbahnsteig, an dem die Linien Richtung Eller und Richtung Neuss bzw. Am Seestern halten.
Die Düsseldorfer U-Bahnhöfe der ersten, zweiten und dritten Generation verfügen alle über eine annähernd gleiche Gestaltung. Die Decken und Wände sind wie auch die Bodenfläche in schwarz gehalten. Eine silberne Verkleidung umfasst die in der Mitte des Bahnsteigs gelegenen Säulen und dient ebenfalls als Material für die weitere Bahnhofsmöblierung. Den Kontrast zu dieser zurückhaltenden Farbgestaltung bieten die beigefarbenen Wände. Die Haltestellennamen sind über den Informationstafeln mit schwarzer Schrift auf weißem Grund angebracht sowie an den Wänden. Hier sind sie mit schwarzer Schrift auf weißem Grund, begleitet von weinroten Linien ober- und unterhalb der Schrift, ausgeführt.

## Verkehr
Der U-Bahnhof Kettwiger Straße befindet sich im Verlauf der zweiten Stammstrecke des Düsseldorfer Stadtbahnnetzes. Es bestehen Umsteigebeziehungen zu zwei Straßenbahn- und zwei Buslinien, welche an oberirdischen Haltestellen entlang der Kettwiger Straße halten und die Einbindung in das Netz des Düsseldorfer Nahverkehrs herstellen.
Über die Linie aus Neuss werden die linksrheinisch gelegene Nachbarstadt sowie die Stadtteile Heerdt und Oberkassel erreicht. In Richtung Altstadt besteht die Verbindung zu dem zentralen Umsteigepunkt Heinrich-Heine-Allee. Dort sind Umsteigemöglichkeiten zu mehreren Buslinien sowie zur sogenannten Wehrhahn-Linie vorhanden. Davor liegt der Umsteigebahnhof Düsseldorf Hbf, welcher die Stadtbahn mit der S-Bahn Rhein-Ruhr und weiteren Verbindungen im Regional- und Fernverkehr verknüpft. Im weiteren Verlauf der zweiten Stammstrecke werden die südöstlich gelegenen Stadtteile Vennhausen und Eller angebunden.
Die hier verkehrende Stadtbahnlinien werden von der Düsseldorfer Rheinbahn mit hochflurigen Stadtbahnfahrzeugen des Typs B80D betrieben. Zusätzlich verkehren außerdem auch Fahrzeuge des Typs GT8SU, umgebaut aus Straßenbahnwagen des Typs GT8S.
Folgende Stadtbahnlinien bedienen den U-Bahnhof:
| Linie | Verlauf | Takt   |
| ----- | --- | ------ |
|       | Neuss Hbf – Blücherstraße – NE Am Kaiser – D-Heerdt, Vogesenstraße – Handweiser – Aldekerkstraße – Heesenstraße – Nikolaus-Knopp-Platz – Dominikus-Krankenhaus – Drusustraße – Belsenplatz – Barbarossaplatz – Luegplatz – Tonhalle/Ehrenhof – U Heinrich-Heine-Allee – U Steinstraße/Königsallee – U Oststraße – U Düsseldorf Hbf – U Handelszentrum/Moskauer Straße – U Kettwiger Straße – Ronsdorfer Straße – Lierenfeld, Betriebshof – Schlesische Straße – Jägerstraße – D-Eller Mitte – Alt Eller – D-Eller, Vennhauser Allee Hochflurbetrieb der Rheinbahn; Linie gehört zum Düsseldorfer Nachtnetz; Abweichender Takt: Mo–Fr 21–0 Uhr, Sa 7–9, So 8–20 Uhr alle 15 min; So 5–9 Uhr alle 30 min | 10 min |
|       | D-Lörick, Am Seestern – Prinzenallee – Heerdter Sandberg – Comenius-Gymnasium – Belsenplatz – Barbarossaplatz – Luegplatz – Tonhalle/Ehrenhof – U Heinrich-Heine-Allee – U Steinstraße/Königsallee – U Oststraße – U Düsseldorf Hbf – U Handelszentrum/Moskauer Straße – U Kettwiger Straße – Ronsdorfer Straße – Lierenfeld, Betriebshof Hochflurbetrieb der Rheinbahn; verkehrt nur Mo–Fr 5–21 Uhr und Sa 8–21 Uhr | 10 min |

Zu folgenden Linien besteht eine Umstiegsmöglichkeit:
| Linie | Verlauf |
| ----- | --- |
| 706   | D-Hamm 1 – Hammer Dorfstraße – Hemmersbachweg – Franziusstraße – Unterbilk, Bilker Kirche – Unterbilk, Stadttor – Landtag/Kniebrücke – Graf-Adolf-Platz 2 – Stadtmitte, Berliner Allee – Steinstraße – Stadtmitte, Schadowstraße – Pempelfort, Sternstraße – Marienhospital – Pempelfort, Stockkampstraße3 – D-Zoo – Düsseltal, Brehmplatz – Lindemannstraße – Flingern-Nord, Lindenstraße – D-Flingern – Flingern-Süd, Kettwiger Straße – Oberbilker Markt/Warschauer Straße – Flügelstraße – Kruppstraße – D-Volksgarten – Bilk, Kopernikusstraße4 → Am Steinberg ← Moorenstraße ← Merowingerplatz ← Bilk, Merowingerstraße Betrieb im Standardtakt der Düsseldorfer Straßenbahnen; weitere Haltestellen nur in den Abschnitten 1–2 und 3–4, aber alle Umsteigehaltestellen sind aufgeführt. |
| 738   | Düsseldorf Hbf 1 – Worringer Platz – Elisabethkirche (Wehrhahn )2 – Kettwiger Straße – Höherweg – Flingern, Rosmarinstraße (Daimlerstraße) – Gerresheim, Torbruchstraße – Dreherstraße3 – Gerresheim, Rathaus – Gerresheim, Krankenhaus 4 – Ludenberg, Rotthäuser Weg – Hubbelrath5 – Mettmann, Stübbenhaus – Mettmann-Zentrum – Mettmann, Jubiläumsplatz7 Abschnitt 1–3: Mo–Fr 5–21, Sa 8–21 Uhr alle 10 min, übrige Zeit alle 15 min; Abschnitt 3–5: Mo–Fr 5–21 Uhr, Sa 9–21 Uhr alle 20 min, übrige Zeit alle 30 min; Abschnitt 5–7: Mo–Fr 5–9 Uhr und 16–20 alle 20 min; übrige Zeit alle 60 min; weitere Haltestellen nur im Abschnitt 2–7 |
| 810   | Unterrath, Eckenerstraße – Unterrath – Rath Mitte – Mörsenbroicher Weg – Flingern – Kettwiger Straße – Lierenfelder Straße Nachtverkehr von So/Mo bis Do/Fr; Wagen der Linie 807 vom Hauptbahnhof; verkehrt nicht in die Gegenrichtung. |

## Weiterführende Informationen

Logo der Stadtbahn Rhein-Ruhr